# سیارک ۱۱۱۹۱۳
سیارک ۱۱۱۹۱۳ (به انگلیسی: 111913 Davidgans، نامگذاری:2002GD) صد و یازده هزار و نهصد و سیزدهمین سیارک کشف شده‌است که در ۱ آوریل ۲۰۰۲ کشف شد.